# Eva Roob
Eva Roob (* 18. Juni 1985 in Nürnberg) ist eine frühere deutsche Fußballspielerin und derzeit unter dem Namen Samira Summer Erotikdarstellerin.
Die Nürnbergerin Eva Roob begann 1994 beim SC Worzeldorf mit dem Fußball. 1998 wechselte sie zum 1. FC Nürnberg, für den sie seit 2001 in der ersten Mannschaft spielte. Zwei Jahre lang spielte sie mit dem Verein in der Zweiten Fußball-Bundesliga. Von 2002 bis 2005 ließ sich Eva Roob zur Industriekauffrau bei der Firma Faber-Castell in Stein ausbilden. Da die Verdienstmöglichkeiten in der Zweiten Liga nicht so lukrativ waren wie die in der Erotik-Branche, wechselte die defensive Mittelfeldspielerin 2003 nach Stein zum dort beheimateten STV Deutenbach und widmete sich nebenbei intensiver ihrer Erotikkarriere. Von 2005 bis 2008 arbeitete sie als Disponentin im Einkauf und im Fuhrparkmanagement bei Faber-Castell.
2008 wechselte sie endgültig unter dem Namen Samira Summer in die Erotik-Branche. Ihren ersten großen Auftritt hatte sie bei der Erotik-Messe Venus Berlin. Mehrfach wurde sie 2008 in der Bild-Zeitung protegiert. Der Wechsel vom Fußball zur Erotik fand nicht nur in Deutschland Beachtung.
Sie hatte bislang mehrere Auftritte im Fernsehen, so bei 9Live (Lanotte, 2006), Pro7 (We Are Family! So lebt Deutschland, 2007), RTL (Natascha Zuraw, Exclusiv – Das Starmagazin, Punkt 12, 2008; Die Oliver Geissen Show, 2009; 30 Minuten Deutschland, 2010; plasberg persönlich, 2011; Shopping Queen, 2012).

## Belege
1. ↑  Blick, Schweiz, sportsroids, USA
2. ↑  Archivierte Kopie (Memento des Originals vom 21. Oktober 2008 im Internet Archive)  Info: Der Archivlink wurde automatisch eingesetzt und noch nicht geprüft. Bitte prüfe Original- und Archivlink gemäß Anleitung und entferne dann diesen Hinweis.

| Personendaten    | Personendaten                                    |
| ---------------- | ------------------------------------------------ |
| NAME             | Roob, Eva                                        |
| ALTERNATIVNAMEN  | Summer, Samira                                   |
| KURZBESCHREIBUNG | deutsche Fußballspielerin und Erotikdarstellerin |
| GEBURTSDATUM     | 18. Juni 1985                                    |
| GEBURTSORT       | Nürnberg                                         |